# Епархия Касаны–Луверо
Епархия Касаны — Луверо (лат. Dioecesis Kasana-Luveerina) — епархия Римско-Католической Церкви с центром в городе Касана, Уганда. Епархия Касаны — Луверо входит в митрополию Кампалы. Кафедральным собором епархии Касалы — Луверо является церковь Успения Пресвятой Девы Марии в городе Тороро.

## История
30 ноября 1996 года Римский папа Иоанн Павел II издал буллу Cum ad aeternam, которой учредил епархию Касаны — Луверо, выделив её из архиепархии Кампалы.

## Ординарии епархии
- епископ Сиприан Кизито Лванга (30.11.1996 — 19.08.2006) — назначен архиепископом Кампалы;
- епископ Paul Ssenogerere (4.06.2008 — по настоящее время).

## Источник
- Annuario Pontificio, Libreria Editrice Vaticana, Città del Vaticano, 2003, ISBN 88-209-7422-3
- Булла Cum ad aeternam  (лат.)